# 特瓦新镇
特瓦新镇，是西班牙卡斯蒂利亚-莱昂布尔戈斯省的一个市镇。总面积6平方公里，总人口67人（2001年），人口密度11人/平方公里。